# Heinz Hillmann
Heinz Hillmann (* 25. November 1934 in Bad Kudowa, Landkreis Glatz, Provinz Niederschlesien; † 4. August 2025 in Hamburg) war ein deutscher Germanist und Hochschullehrer.

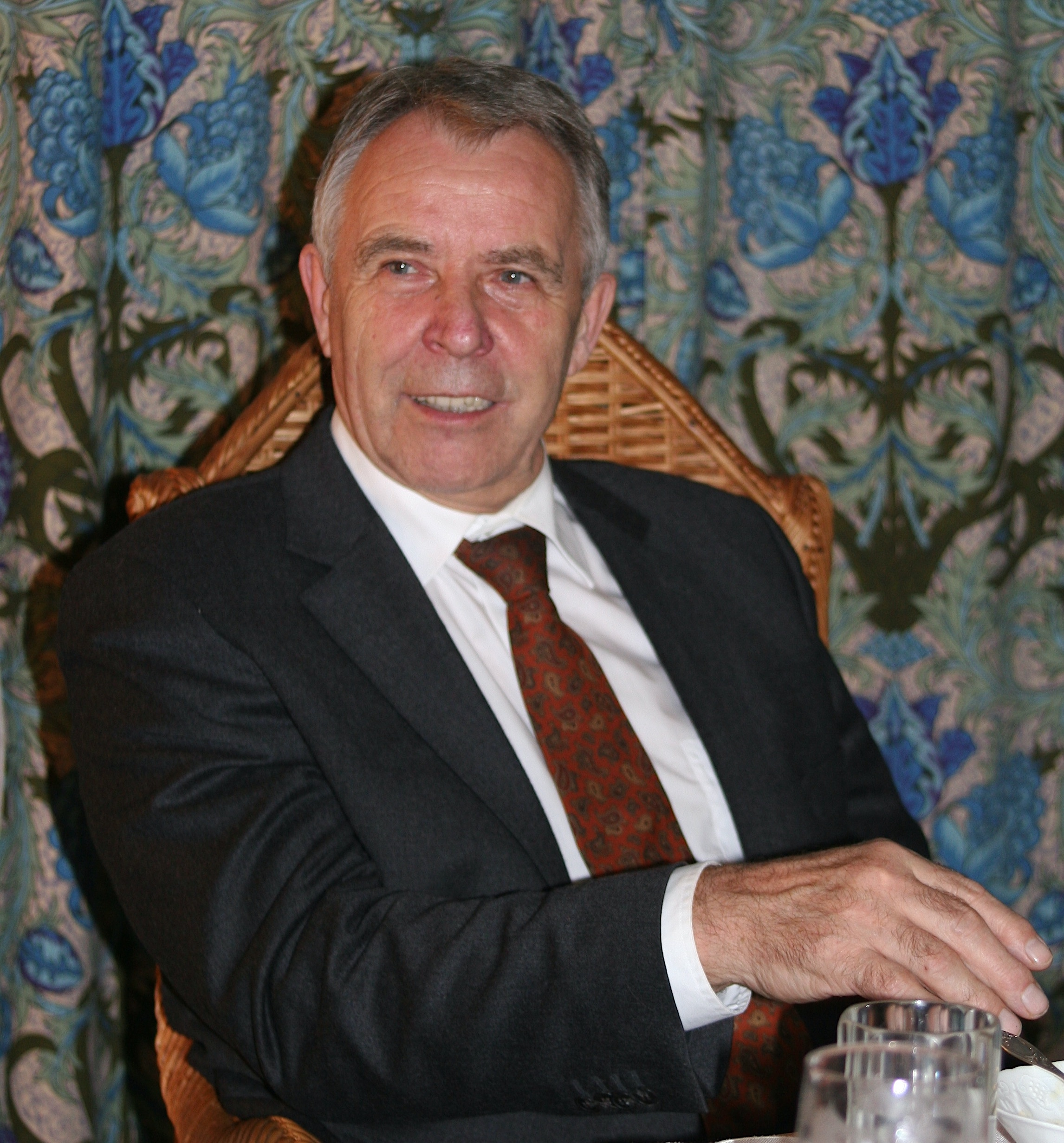
Heinz Hillman bei einer Diskussion im November 2010

## Leben
Nach der Promotion in Bonn 1961 und der Habilitation 1968 in Hamburg lehrte er dort von 1968 bis 1971 als Privatdozent für Deutsche Philologie unter besonderer Berücksichtigung der Neueren Deutschen Literaturwissenschaft und von 1971 bis 2001 als Professor für Deutsche Philologie unter besonderer Berücksichtigung der Neueren deutschen Literaturgeschichte.
Seine Schwerpunkte waren die Literatur des 18. und 20. Jahrhunderts, Feenmärchen, Bildlichkeit der Romantik, DDR-Literatur, Rezeptionsforschung und Erzählstrukturen von der Antike bis zur Gegenwart.
Heinz Hillmann verstarb im Alter von 90 Jahren.

## Schriften (Auswahl)
- Bildlichkeit der deutschen Romantik. Frankfurt am Main 1971, OCLC 1014996918.
- Franz Kafka. Dichtungstheorie und Dichtungsgestalt. Bonn 1964, ISBN 3-416-00791-3.
- Alltagsphantasie und dichterische Phantasie. Versuch einer Produktionsästhetik. Kronberg 1977, ISBN 3-7610-2130-5.
- als Herausgeber mit Peter Hühn: Der europäische Entwicklungsroman in Europa und Übersee. Literarische Lebensentwürfe der Neuzeit. Darmstadt 2001, ISBN 3-534-15055-4.
- als Herausgeber mit Peter Hühn: Lebendiger Umgang mit den Toten – der moderne Familienroman in Europa und Übersee. Hamburg 2012, ISBN 978-3-937816-97-5

## Einzelnachweis
1. ↑  Traueranzeige in der Süddeutschen Zeitung vom 16. August 2025, abgerufen am 16. August 2025

| Personendaten    | Personendaten                                        |
| ---------------- | ---------------------------------------------------- |
| NAME             | Hillmann, Heinz                                      |
| KURZBESCHREIBUNG | deutscher Germanist                                  |
| GEBURTSDATUM     | 25. November 1934                                    |
| GEBURTSORT       | Bad Kudowa, Landkreis Glatz, Provinz Niederschlesien |
| STERBEDATUM      | 4. August 2025                                       |
| STERBEORT        | Hamburg                                              |